# Venanzio Pisani
Venanzio Pisani (Serra San Bruno, 1800 – Serra San Bruno, 1878) è stato un pittore e scultore italiano.

## Biografia
Venanzio Pisani ebbe il primo maestro nel padre Stefano (Serra, 1750 c. – 28 agosto 1843), valido artista popolare da cui ereditò principalmente l’abilità nel rendere le somiglianze delle persone ritratte ad olio. Acquistò fama come pittore dei defunti: si usava, infatti, tramandare i tratti somatici degli scomparsi attraverso piccoli ritratti, eseguiti sul letto di morte. Interessanti i dipinti eseguiti per la committenza ecclesiastica, tra cui spicca un San Bruno, eseguito nel 1842 secondo l’iconografia tradizionale calabrese, per l’omonima cappella della Cattedrale di Rossano, voluta dall’Arcivescovo serrese Bruno Maria Tedeschi, e oggi conservato nel Museo Diocesano. Le tele realizzate per le chiese di Serra San Bruno sono diverse: la Madonna del Rosario e la Madonna della Cintura conservate nel Museo S. Biagio adiacente alla Chiesa matrice, l’Assunta collocata sulla volta della chiesa dell’Assunta a Terravecchia, la pala per l’altare maggiore della stessa chiesa ed infine l’Assunta collocata sulla volta della parrocchiale di Spinetto del 1870. Anche la Certosa custodisce una sua bella Madonna in preghiera, tela devozionale ma interessante per le spiccate caratteristiche popolari perfettamente coniugate con una particolare abilità tecnica, un notevole senso del disegno e uno stile inconfondibile.  Venanzio Pisani guadagnò una certa notorietà anche per le sculture di statue processionali. Dopo un apprendistato esercitato forse nella bottega di Vincenzo Zaffino, l’unico statuario vivente e attivo nel secondo decennio dell’Ottocento, la sua carriera da scultore ebbe ufficialmente inizio negli anni venti. Tra le sue prime opere conosciute c’è l’elegante Madonna Immacolata di Camini, datata 1821, una delle più riuscite. Nel 1822 scolpì la statua raffigurante San Vito custodita a San Vito sullo Ionio che trova un corrispettivo nel Sant’Agazio di Guardavalle, non firmato ma con la medesima ispirazione. L’anno dopo, fu chiamato a Sant'Eufemia d'Aspromonte dove lasciò un San Rocco nella chiesa di S. Maria delle Grazie e una più modesta Madonna Immacolata nella chiesa del Purgatorio. È del 1826 l’Immacolata di Monterosso Calabro, con le braccia sul petto e lo sguardo rivolto al cielo. Nel 1827 scolpì un gruppo ligneo per la parrocchiale di Argusto raffigurante Sant’Ilario Vescovo, mentre nel 1828 ebbe la commissione per un San Francesco di Paola custodito nella chiesa di Capistrano e per una Sant’Elena ed un San Filippo Neri, non firmato ma a lui attribuibile, custoditi nella frazione di Nicastrello. Dalle opere degli anni trenta traspare una diversa maturità ed una riflessione su consolidati modelli devozionali, dovuti alla tradizione incisoria, che circolavano già dal XVIII secolo: per le iconografie, infatti, gli scultori attingevano, per la resa pietistica, a veri e propri repertori di santini di circolazione popolare. Due sue opere lignee raffiguranti l’Immacolata, scolpite rispettivamente nel 1833 e nel 1837 e conservate nella parrocchiale nella chiesa di Paradisoni di Briatico e di Caroni di Limbadi possono essere considerate tra le migliori della sua produzione. Ma il suo capolavoro è la statua dell’Addolorata, scolpita nel 1834 e conservata presso il Museo di Nicotera. È del 1838 un più modesto mezzobusto raffigurante San Nicola conservato a Monterosso e del 1841 una Madonna col Bambino conservata a Riace, esempi che non possono essere disgiunti da una religiosità ingenua e popolare. Nel 1849 scolpì un’altra interessante statua processionale raffigurante San Rocco per la chiesa di Capistrano. Sono forse degli anni cinquanta, decennio più fecondo e maturo, l’Addolorata e la Madonna del Rosario di Gasperina, due statue monumentali, solidamente impostate e particolarmente gradevoli nella loro solennità. Appartengono al momento più florido della carriera dell’artista, che ormai aveva conquistato una meritata fama in Calabria. Più tarde sono il San Rocco di Bagnara Calabra scolpito nel 1860, una Madonna con Bambino del 1872 e un San Francesco di Paola, non firmato ma di sua mano, custoditi a Mongiana.
Venanzio ebbe inoltre una fiorente bottega in cui si mossero i primi passi validi "discepoli", tra i quali su tutti merita di essere ricordato Giuseppe Maria Pisani, che completò la sua formazione a Napoli con Domenico Morelli.